# Ljusterö kyrka
Ljusterö kyrka är en kyrkobyggnad på Ljusterö. Den tillhör sedan 1998 Ljusterö-Kulla församling i Stockholms stift. Den vitmålade åttkantiga träkyrkan ligger vid Mellansjö intill Kyrksjön mitt på Ljusterö, cirka tre kilometer från färjeläget. 
Åt öster, direkt i anslutning till kyrkan, ligger en gulmålad prästgård som uppfördes 1870. På andra sidan landsvägen ligger en kyrkskola. Kyrkan med kyrkogård omges av en kallmurad bogårdsmur från 1750-talet. Södra Ljusterö församling använde även kyrkan.

## Kyrkobyggnaden
Kyrkan byggdes under åren 1751–1755 som ersättning för det ursprungliga kapell som uppfördes på 1500-talet och som hade en fristående klockstapel. Kapell, klockstapel och prästgård finns angivna på kartor från 1726 och 1733 upprättade av Johan Nessner. Kyrkan fick sitt nuvarande utseende vid en större ombyggnad 1894 med Hjalmar Kumlien (1837–1897) som arkitekt, då också kyrktornet tillkom som ersatte den tidigare fristående klockstapeln. I sin nuvarande form har kyrkan en åttkantig planform med tresidigt avslutat kor i öster. Norr om koret finns en vidbyggd sakristia och vid kyrkans västra sida finns ett vapenhus. Ovanför vapenhuset finns ett kyrktorn med lanternin och tornspira krönt med ett kors. Kyrkan har en stomme av liggtimmer och vilar på en sockel av sprängd gråsten.

## Inventarier
- Dopfunten av snidat trä är levererad 1927 av Libraria.
- Nuvarande orgel med elva stämmor är byggd 1928 av Åkerman & Lund Orgelbyggeri. Tillhörande orgelfasad är byggd 1847 efter ritningar av arkitekt Carl-Gustaf Blom-Carlsson.
- Predikstolen tillkom vid renoveringen 1894.
- Ett votivskepp, som är en modell av en så kallad piggskuta, är skänkt till kyrkan 1954.

### Orgel
- 1848 byggde Johan Blomqvist och Anders Vilhelm Lindgren, Stockholm en orgel med 7 stämmor. År 1898 byggdes orgeln om och fasaden delades i två orgelhus.
- Den nuvarande orgeln byggdes 1927 av Åkerman & Lund från Sundbybergs stad och är en pneumatisk orgel. År 1970 renoverades och omdisponerades orgeln av Dag Edholm. Fasaden är från 1848 års orgel.

| Huvudverk I         | Svällverk II        | Pedal      | Koppel    |
| Borduna 16´         | Rörflöjt 8´         | Subbas 16´ | I/P       |
| Principal 8'        | Svegel 4'           |            | II/P      |
| Flûte harmonique 8' | Flöjt 2'            |            | II/I      |
| Oktava 4'           | Sesquialtera 2 chor |            | I 4'/I    |
| Kvinta 2 2/3'       | Crescendosvällare   |            | II 4'/I   |
| Oktava 2'           |                     |            | II 16'/II |